# Vasaj
Vasaj (persiska: وَشاچ, وَسَنج, وسج) är en ort i Iran.   Den ligger i provinsen Hamadan, i den nordvästra delen av landet, 300 km sydväst om huvudstaden Teheran. Vasaj ligger 1 529 meter över havet och antalet invånare är 820.
Terrängen runt Vasaj är varierad. Runt Vasaj är det ganska tätbefolkat, med 124 invånare per kvadratkilometer. Närmaste större samhälle är Nahāvand, 19,8 km sydost om Vasaj. Trakten runt Vasaj består till största delen av jordbruksmark.